# NGC 316
NGC 316 is een ster in het sterrenbeeld Vissen.
NGC 316 werd op 19 november 1850 ontdekt door Bindon Blood Stoney (1828-1909), assistent van de Ierse astronoom William Parsons.